# Irina Bajanovna Szolovjova
Irina Bajanovna Szolovjova (Szovjetunió, 1937 –) orosz űrhajós-mérnök.

## Életpálya
1961-ben szovjet ejtőernyős csapat tagjaként a DOSZAAF szovjet honvédelmi sportszövetség választotta ki űrhajósjelöltnek. 1962-től öt női űrhajóstársával – köztük volt Valentyina Leonyidovna Ponomarjova matematikus, Zsanna Dmitrijevna Jorkina tanítónő és Tatyjana Dmitrijevna Kuznyecova ifjúsági titkár –  kiképzésben vett részt. Az első női űrhajóscsoportot 1969 októberében feloszlatták. A Vosztok–6 repülésekor az első női űrhajós, a textilgyári munkás Valentyina Tyereskova tartalékja volt.